# Сквозник

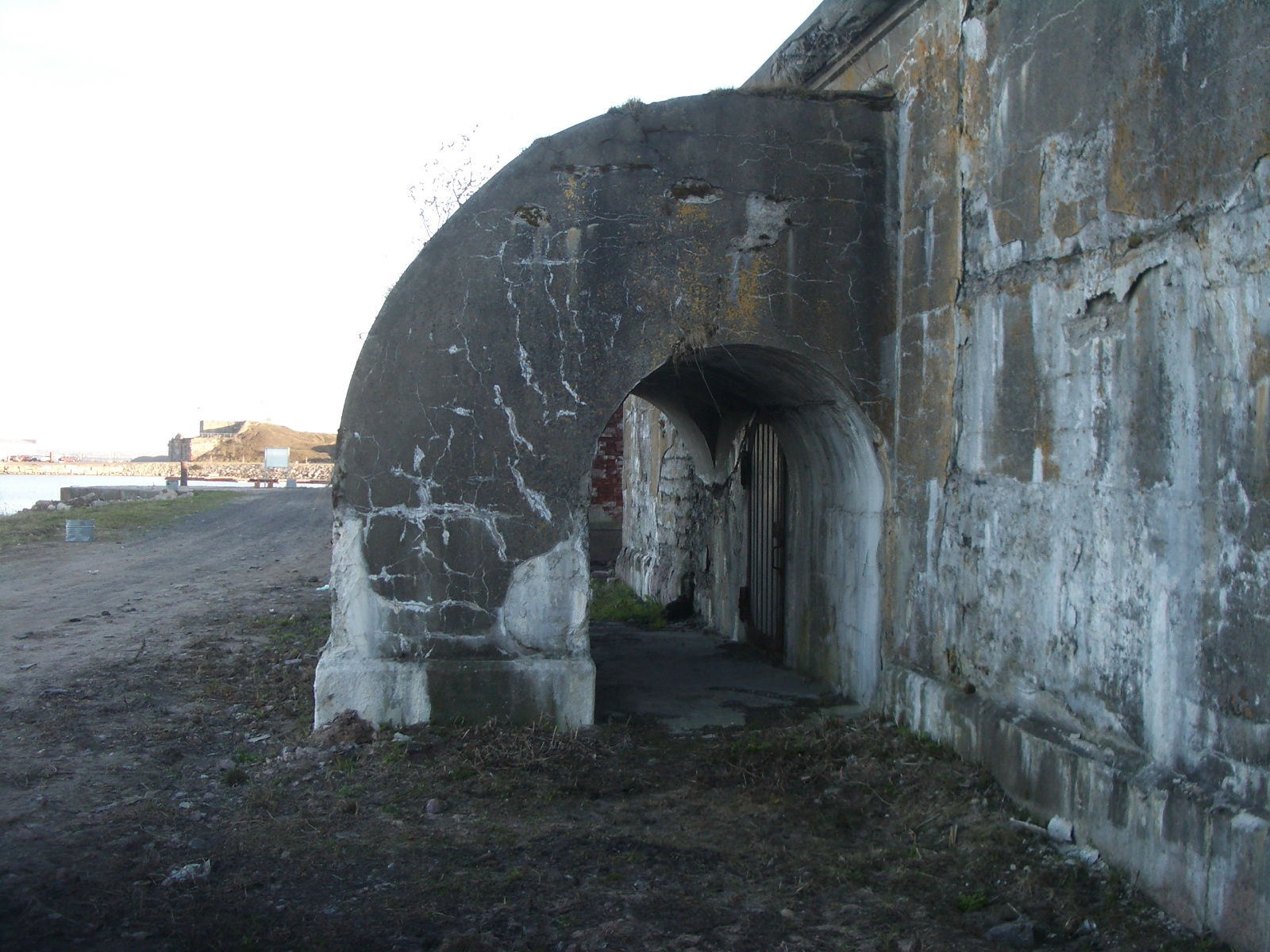
Сквозник форта конца 19-го — начала 20-го веков

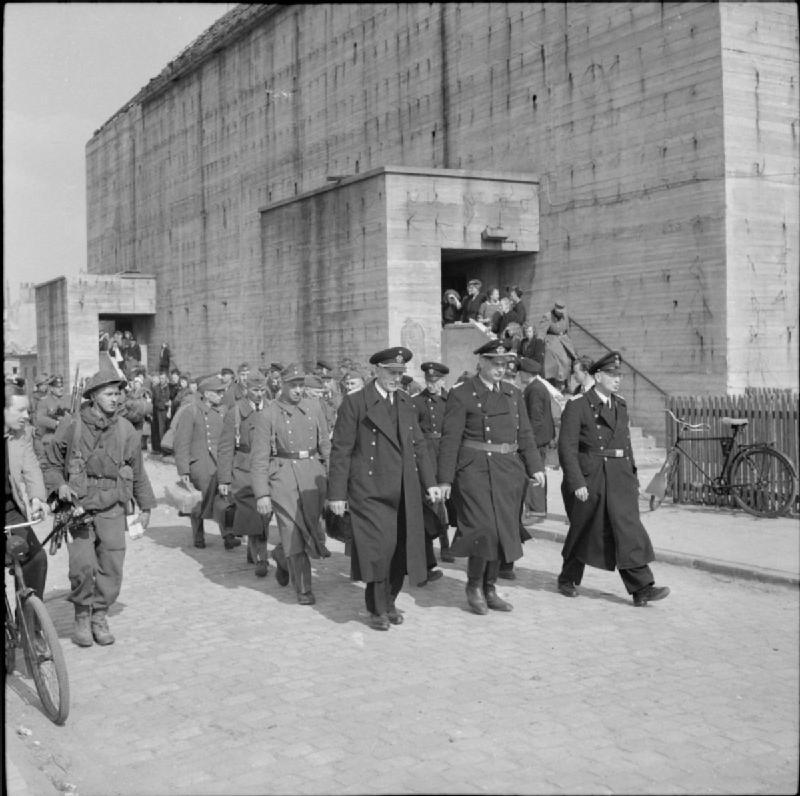
Сквозники в одном из германских бетонных бункеров

Сквозни́к (вход-сквозни́к) — входная часть убежищ и фортификационных сооружений (каземат, ДОТ и др.) Служит для защиты входной двери от слишком близкого падения и непосредственного фугасного и осколочного действия взрыва обычного боеприпаса, а также для уменьшения степени воздействия ударной волны обычного и ядерного взрыва. Представляет собой сквозную закрытую или частично закрытую галерею из прочных материалов (бетон, железобетон), дверь в сооружение располагается примерно посередине галереи.
Размеры сквозника зависят от размера двери и расчётного калибра оружия или расчётного давления ударной волны для данного сооружения. Другие типы входа в фортсооружение это тупик, ломаный вход и простой вход. В сравнении с ними сквозник обеспечивает лучшую защиту входа, но требует больше места и строительных материалов.

## Защита от обычного оружия

Схемы сквозника: 1. Коленчатый; 2. Коленчатый со скруглёнными углами; 3. Частично закрытый; 4. Прямой.

Сквозник отдаляет от силовой двери возможное место падения бомбы, снаряда или мины и берёт на себя прямое их попадание во вход. Также сквозник прикрывает дверь от осколков и пуль стрелкового оружия. Например, отдаление сквозником места взрыва снаряда калибром 420 мм (106 кг заряда ВВ) от броневой двери на расстояние 4,1 метра снижает давление ударной волны на дверь до едва допустимых 4—5 МПа, в то время как при падении его перед дверью это давление приближалось бы к давлению взрыва, что заведомо разрушит любую самую прочную дверь приемлемых для каземата размеров. Дверь пришлось бы делать такой же массивной и прочной, как стена.
Размеры сквозника подбирают такими, чтобы ударная волна от взорвавшегося расчётного боеприпаса на минимально возможном расстоянии не превысила прочность защитной двери, а форма его должна быть такой, чтобы со стороны не была видна дверь — для защиты её от осколков и пуль. Толщина стенок и перекрытия сквозника, чтобы он мог выдержать прямое попадание и взрыв боеприпаса и не завалить своими обломками вход, указана в статьях ДОТ и Бомбоубежище.

## Защита от ударной волны
У прямого сквозника, когда его выходы располагаются в разные стороны, давление ударной волны на дверь будет равно давлению в проходящей ударной волне, тогда как без него (простой вход, вход-тупик, ломаный вход) это давление может быть в несколько раз больше из-за явления отражения волны. Если выходы сквозника смотрят на одну сторону (П-образный коленчатый сквозник), то в случае прихода ударной волны со стороны входа эта функция не обеспечивается, так как пришедший фронт заходит в оба выхода, потоки встречаются в центре сквозника и создают повышенное давление в районе двери. Но зато П-образный, а также малораспространёный Z-образный сквозник полностью защищает дверь от действия осколков, в то время как у прямого есть небольшая возможность попадания осколков в дверь.

## Один вход — два выхода
Сквозник увеличивает шансы благополучно покинуть заваленное обломками и землёй защитное сооружение, так как он имеет два отдалённых друг от друга выхода.

## Примеры сквозников
- Форт Шанц (о. Котлин, Кронштадтский район Санкт-Петербурга, рубеж 19 и 20-го веков)

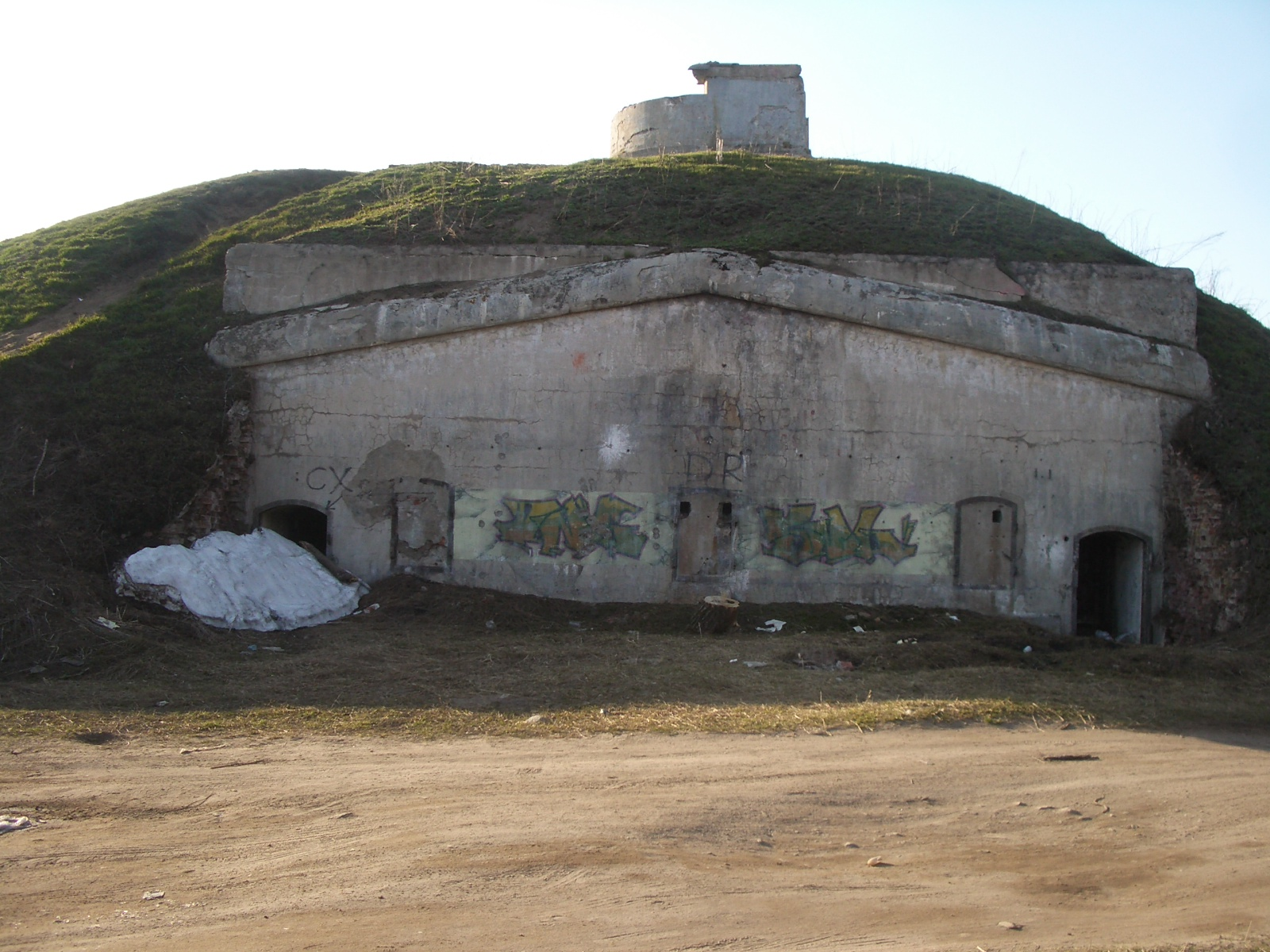
П-образный полностью закрытый сквозник с большим разносом входов

Там же

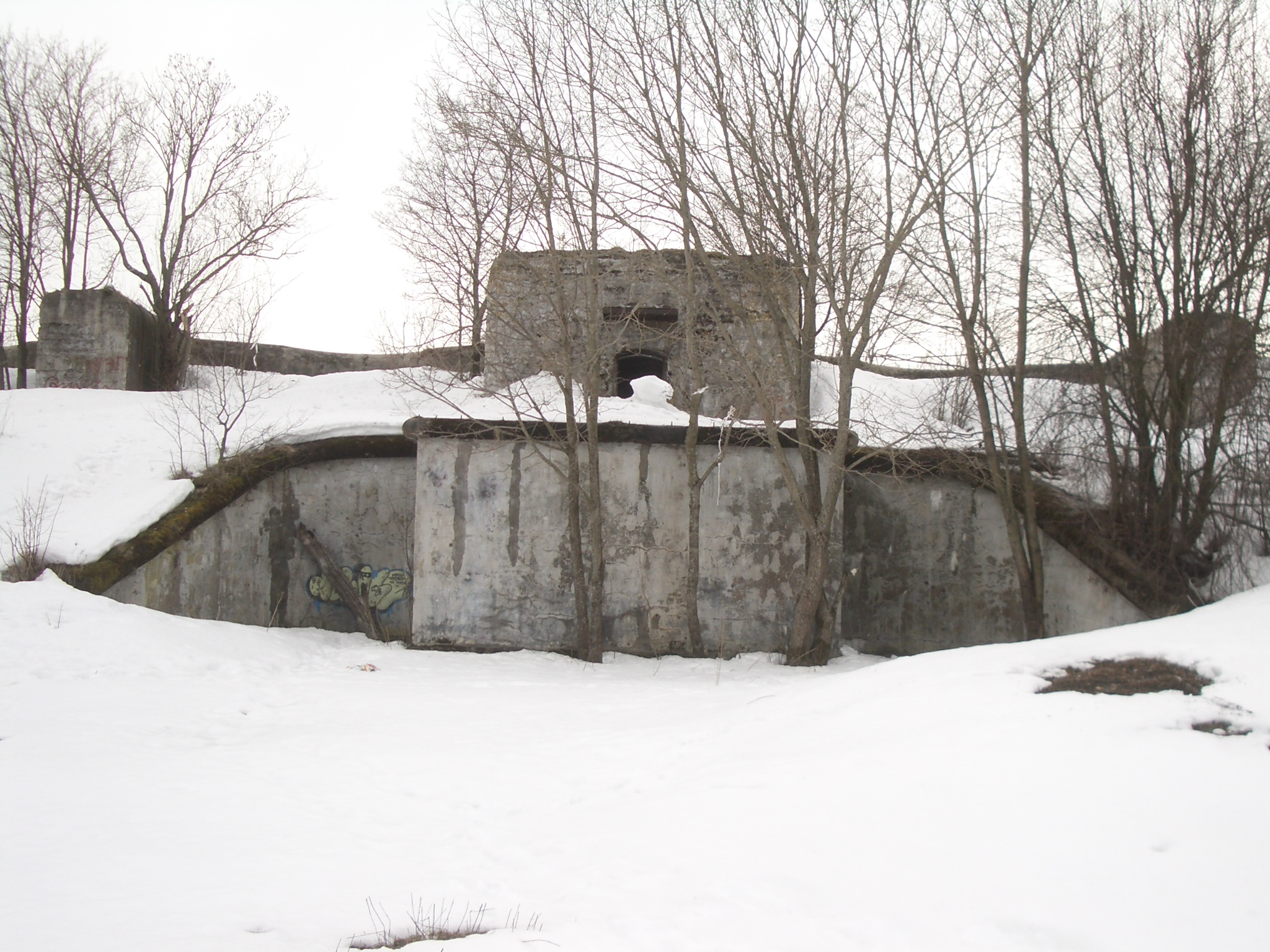
Общий вид частично закрытого входа-сквозника каземата с наружными обводами размахом ~15 м
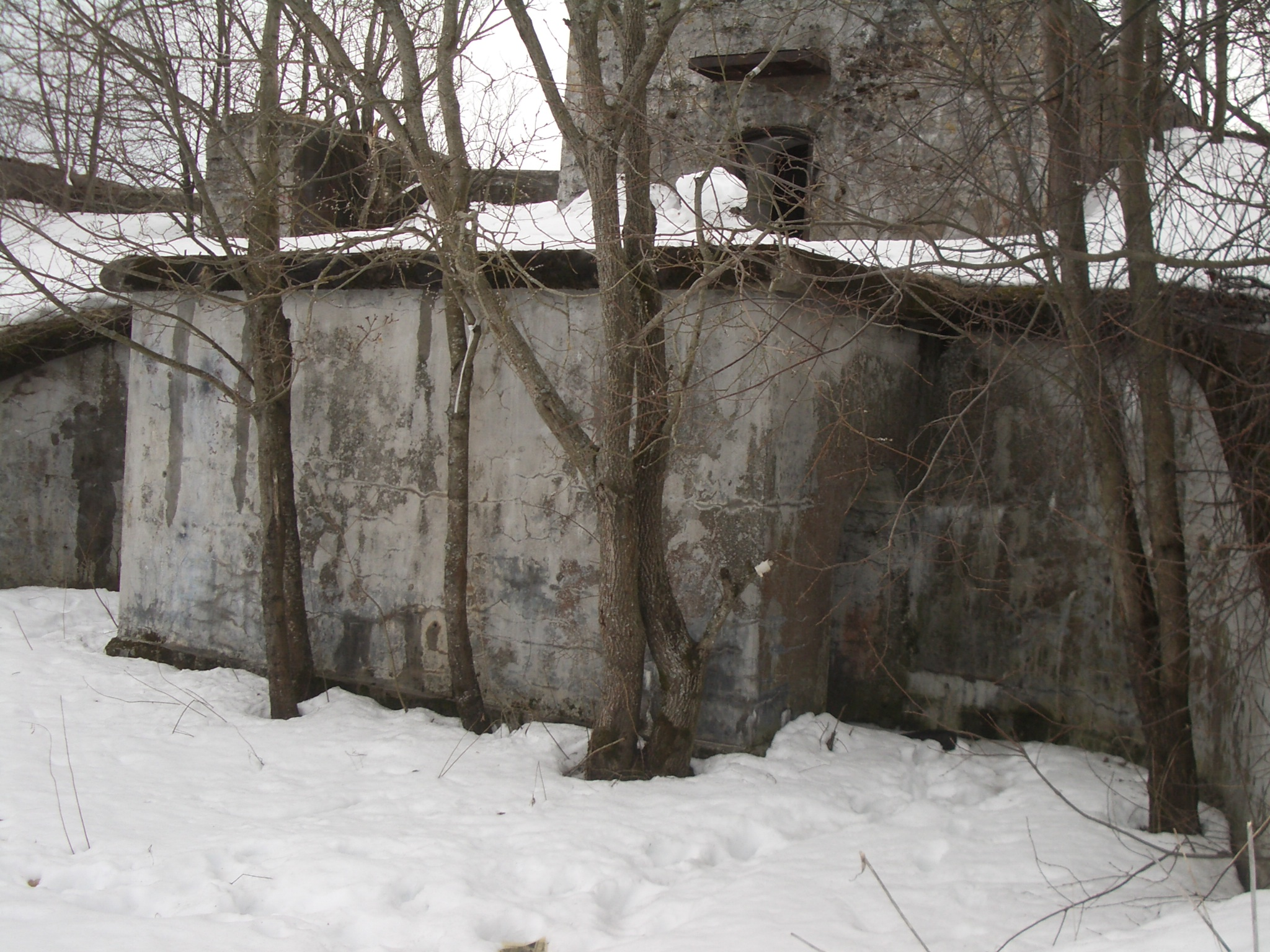
Бетонная коробка сквозника длиной 6,5 м
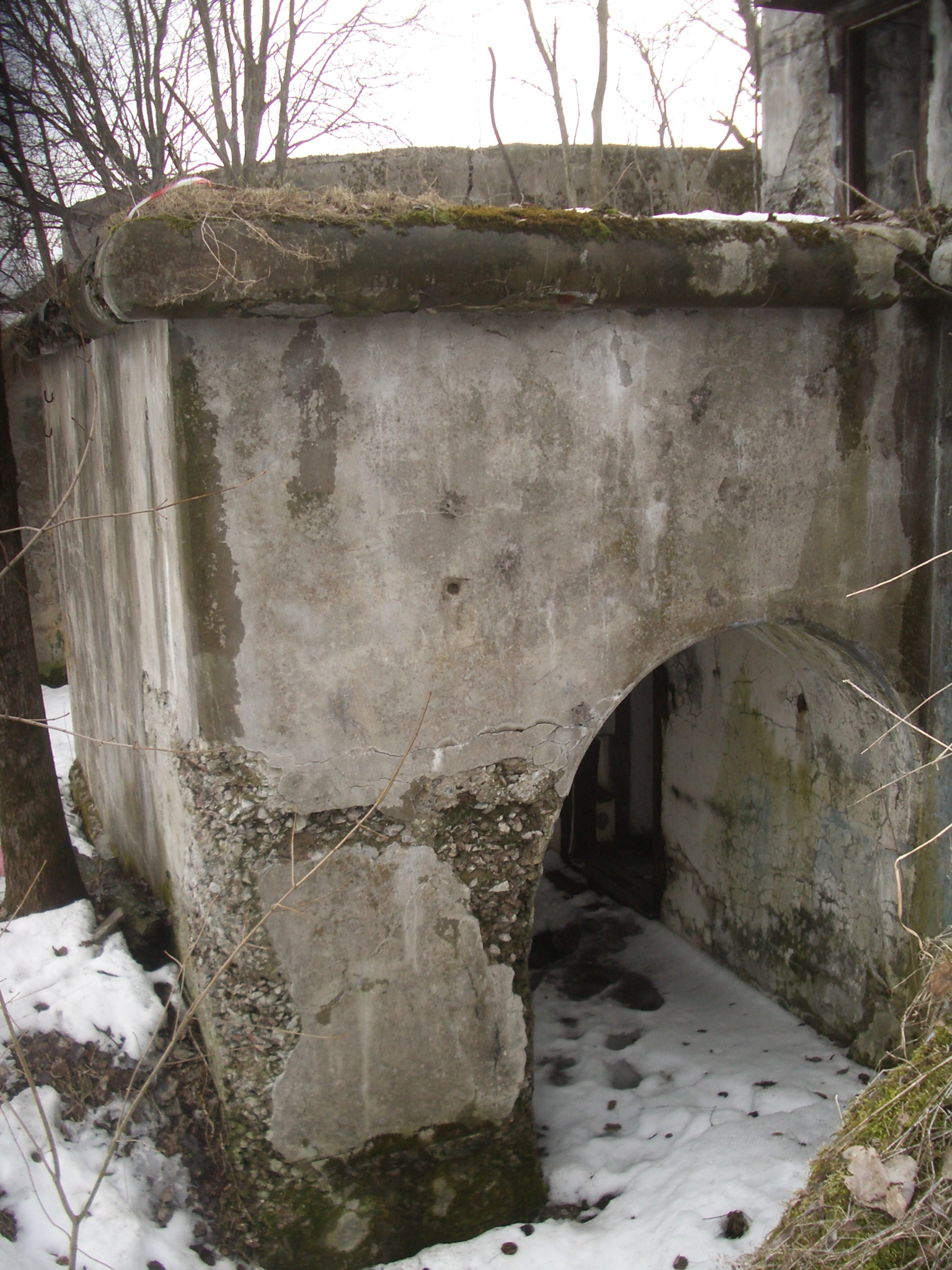
Вид сбоку: толщина бетонной стены около 1,3 м, свода 1,5 м
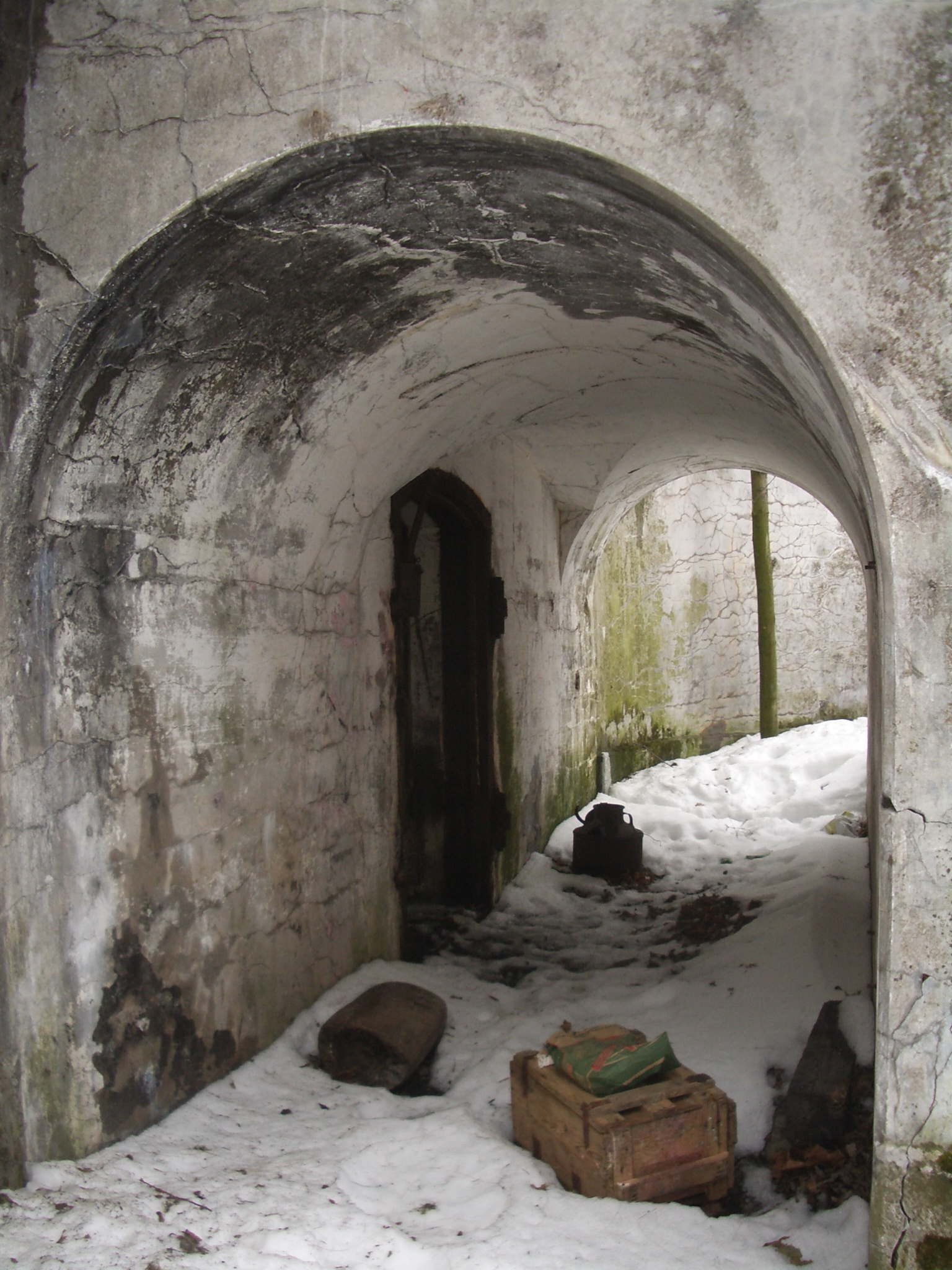
Сводчатая галерея шириной 1,8 м и высотой 2,5 м. В середине располагается вход шириной 1,2 м с броневой дверью
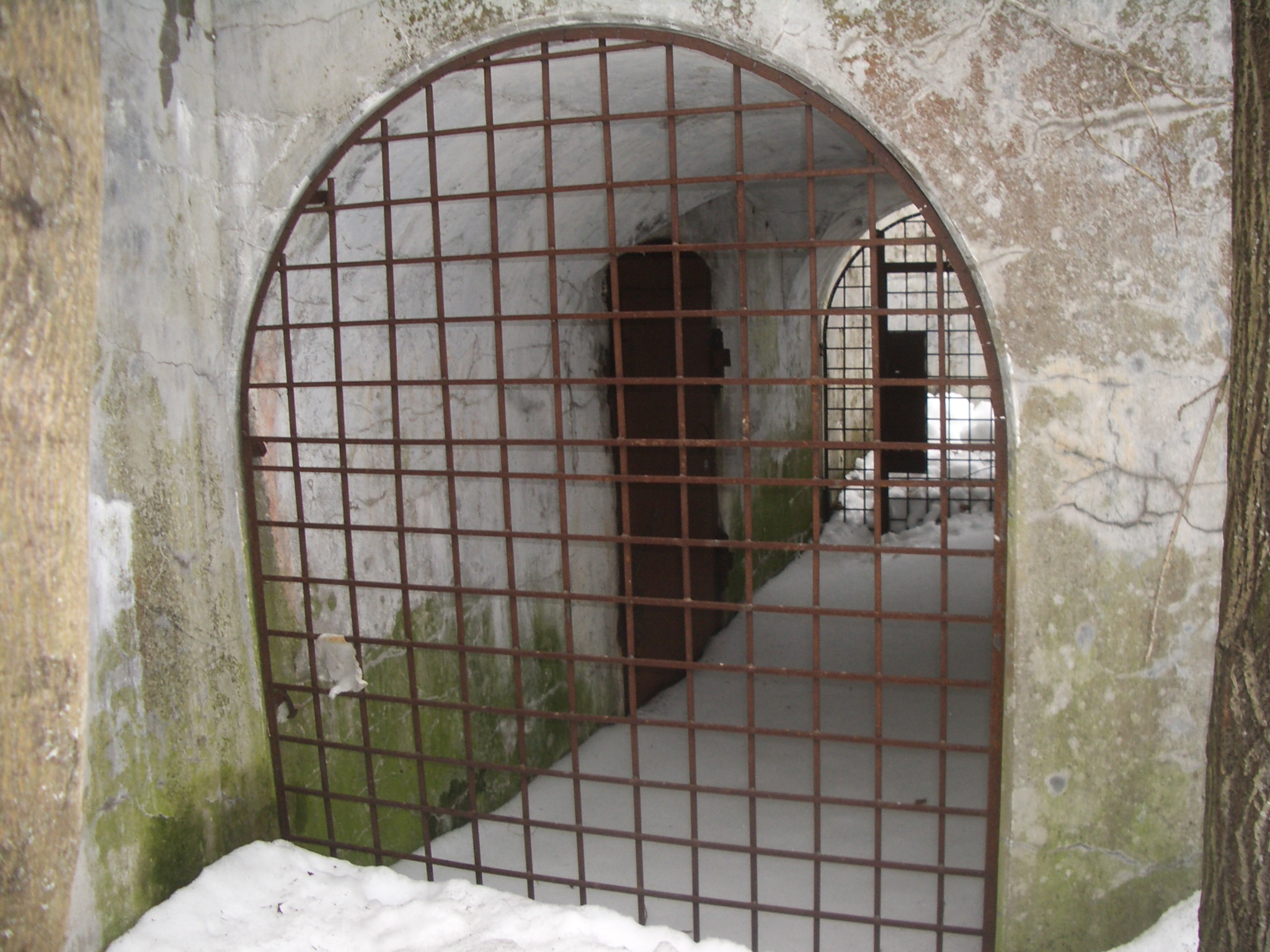
Сквозник закрывался решётчатыми дверями, свободно пропускающими ударную волну (броневая дверь здесь была бы выбита)

- Форт «Великий Князь Константин» (о. Котлин), рубеж 19 и 20 вв.

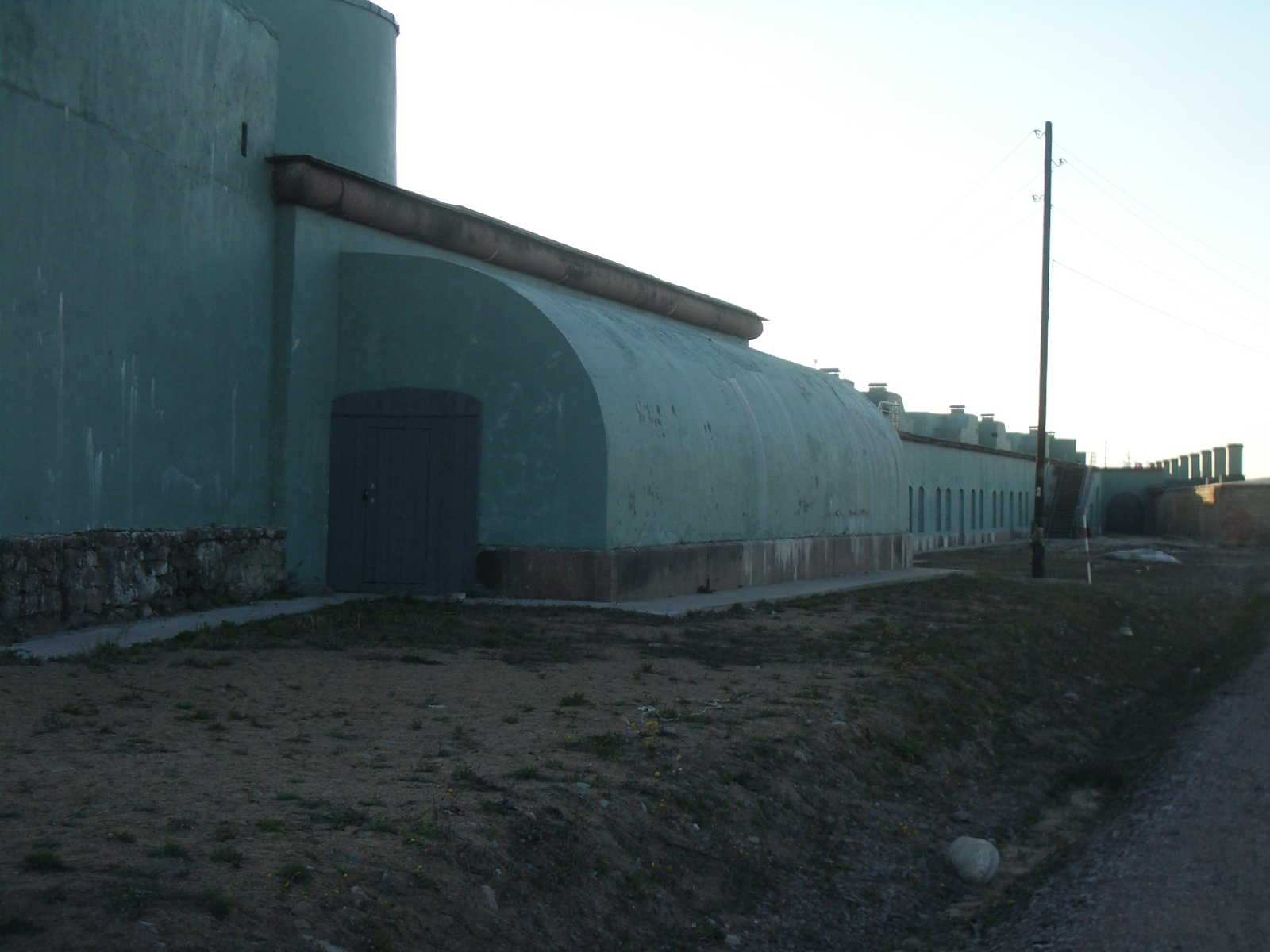
Прямой сквозник длиной свыше 15 м, второй вход заложен
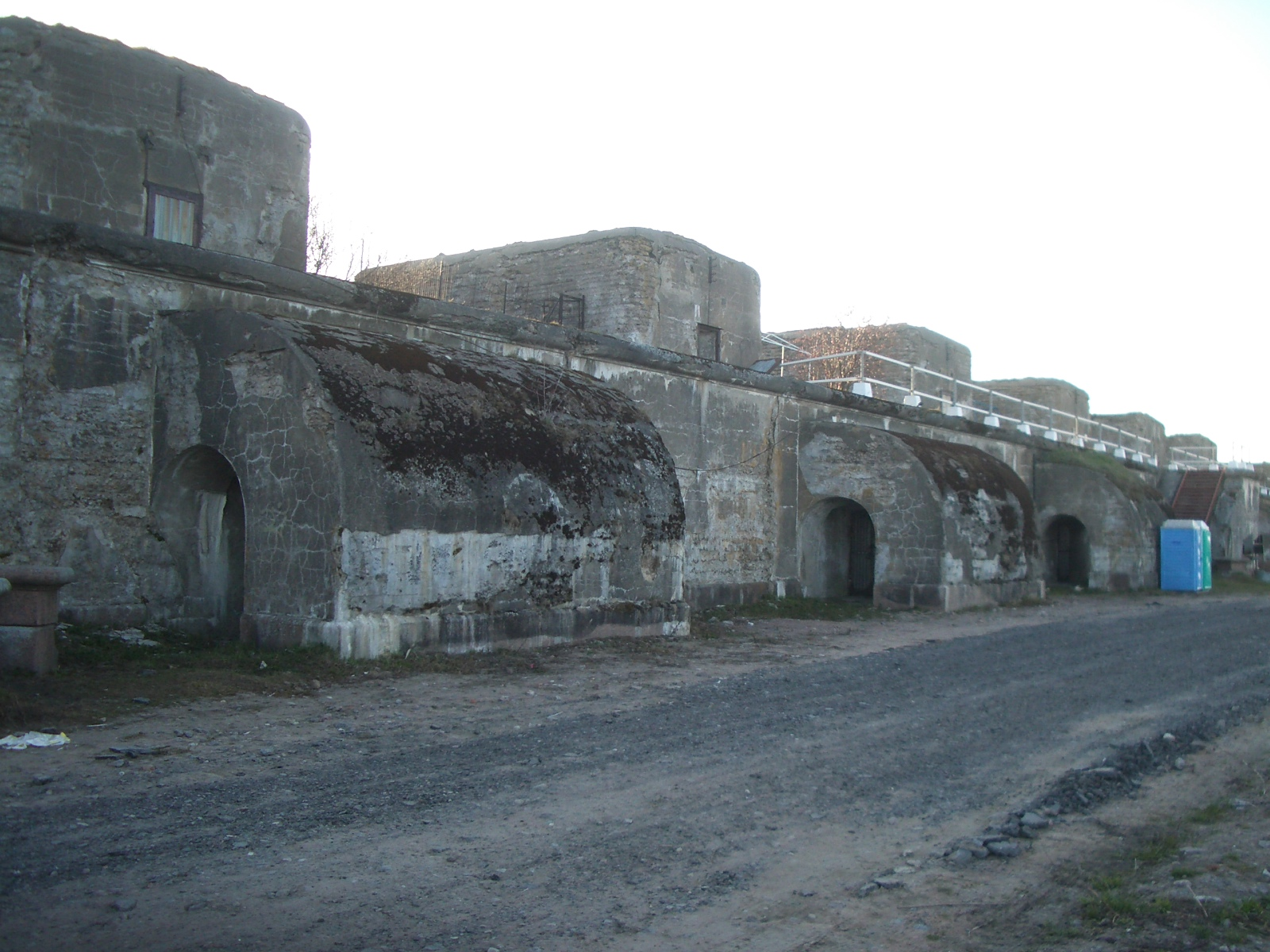
Череда из прямых сквозников  со скруглённым покрытием
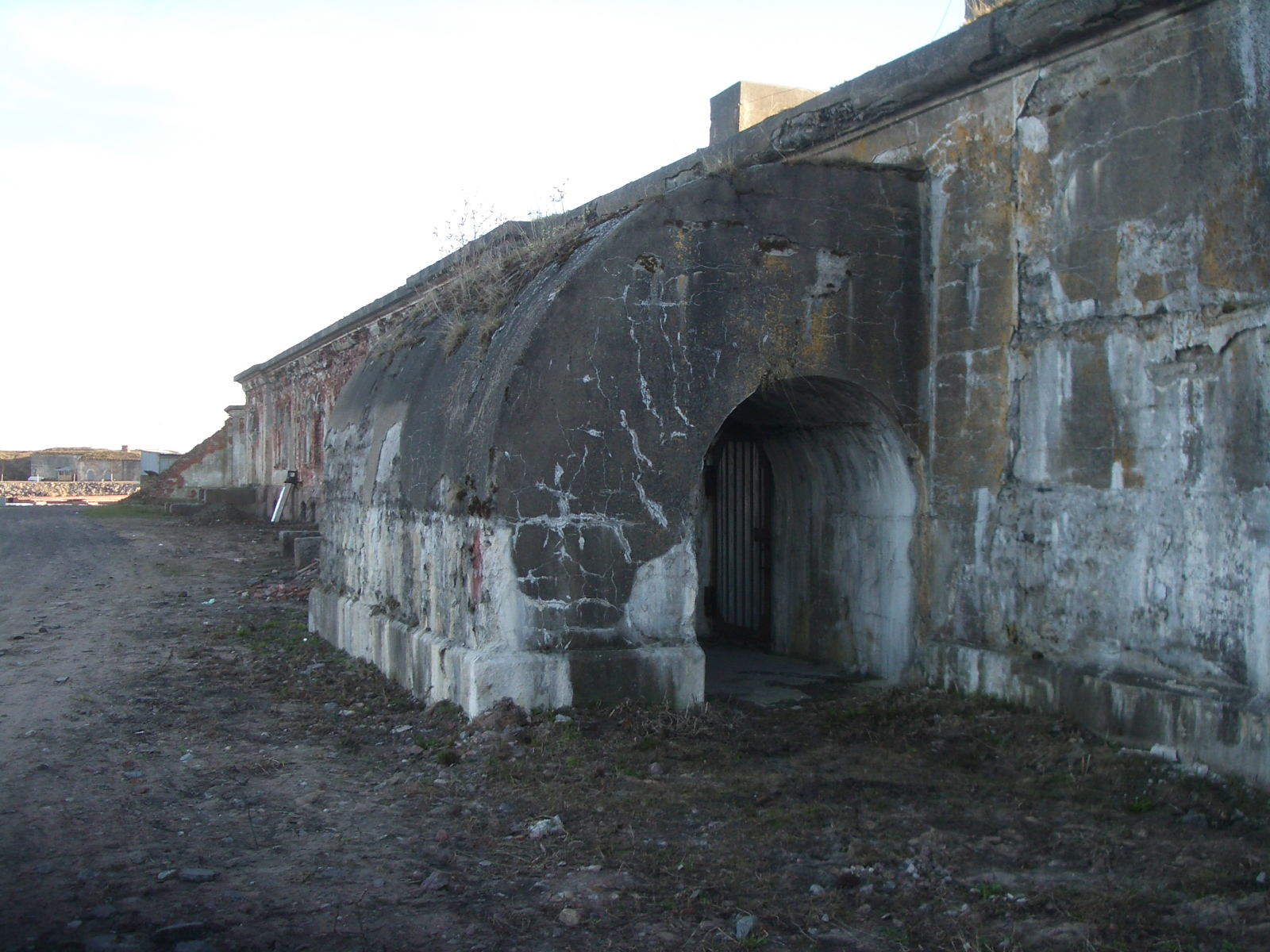
Толщина стен ~1,5 м
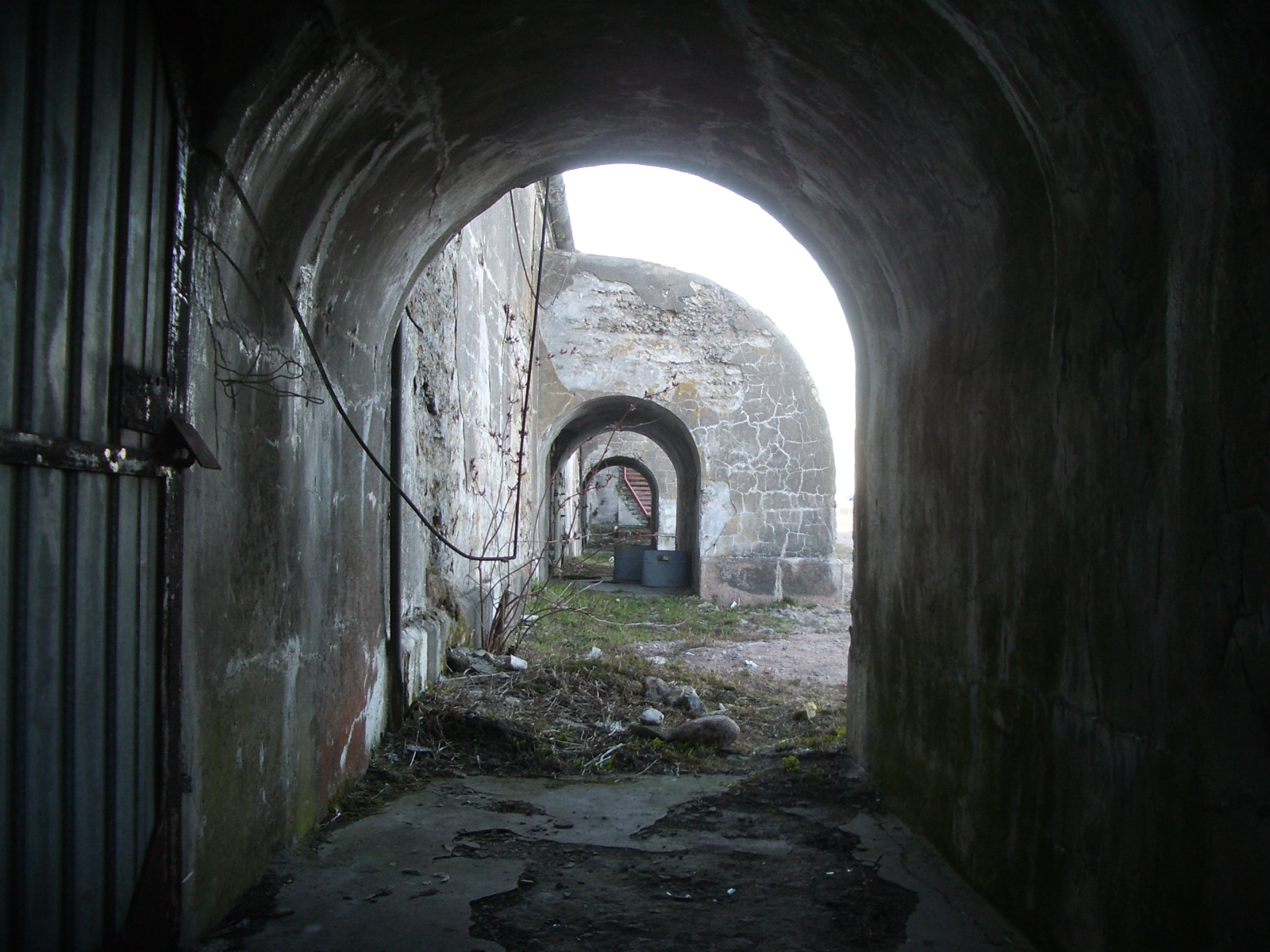
Сквозные галереи длиной по ~7 м
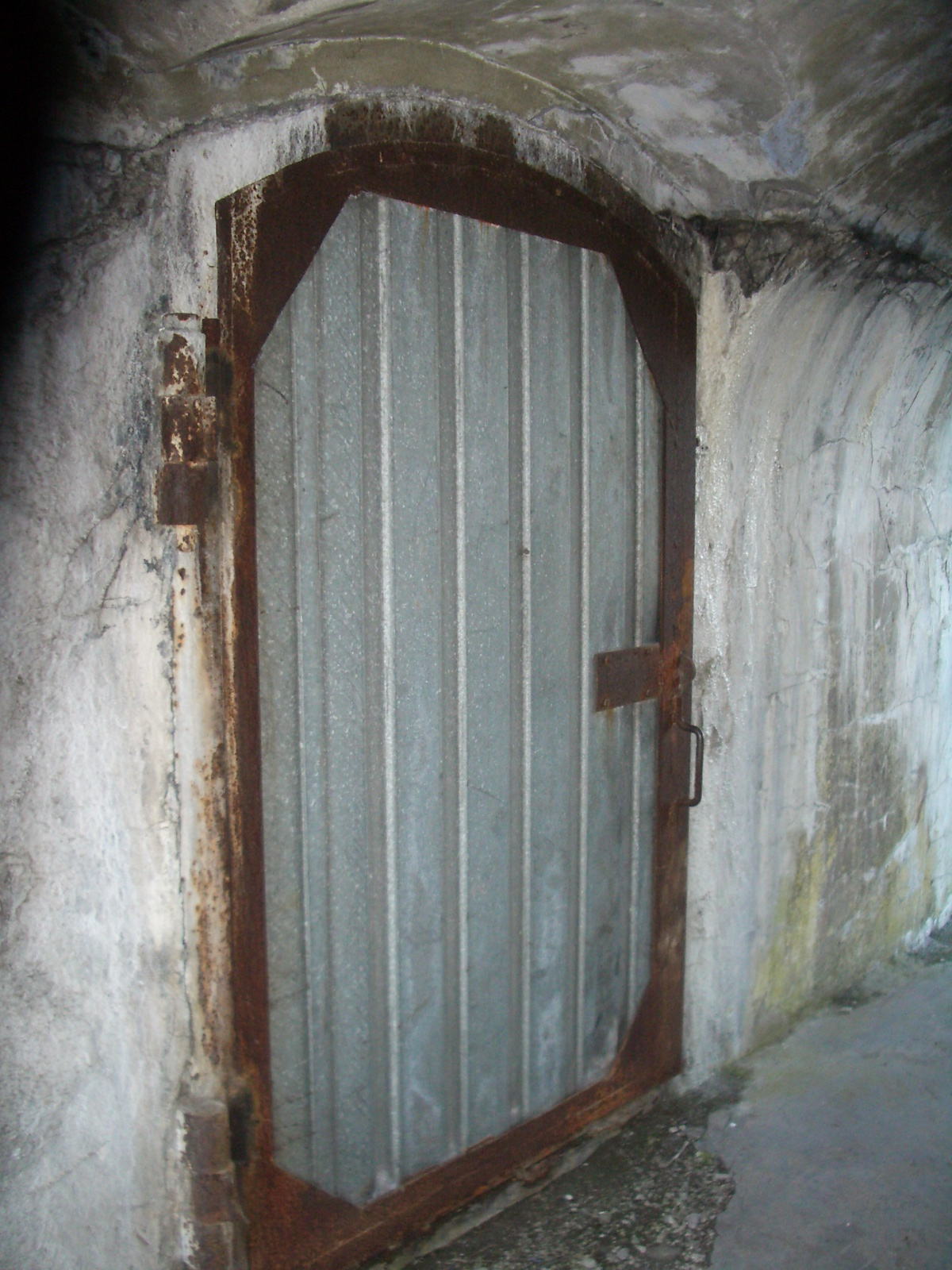
Металлическая дверь
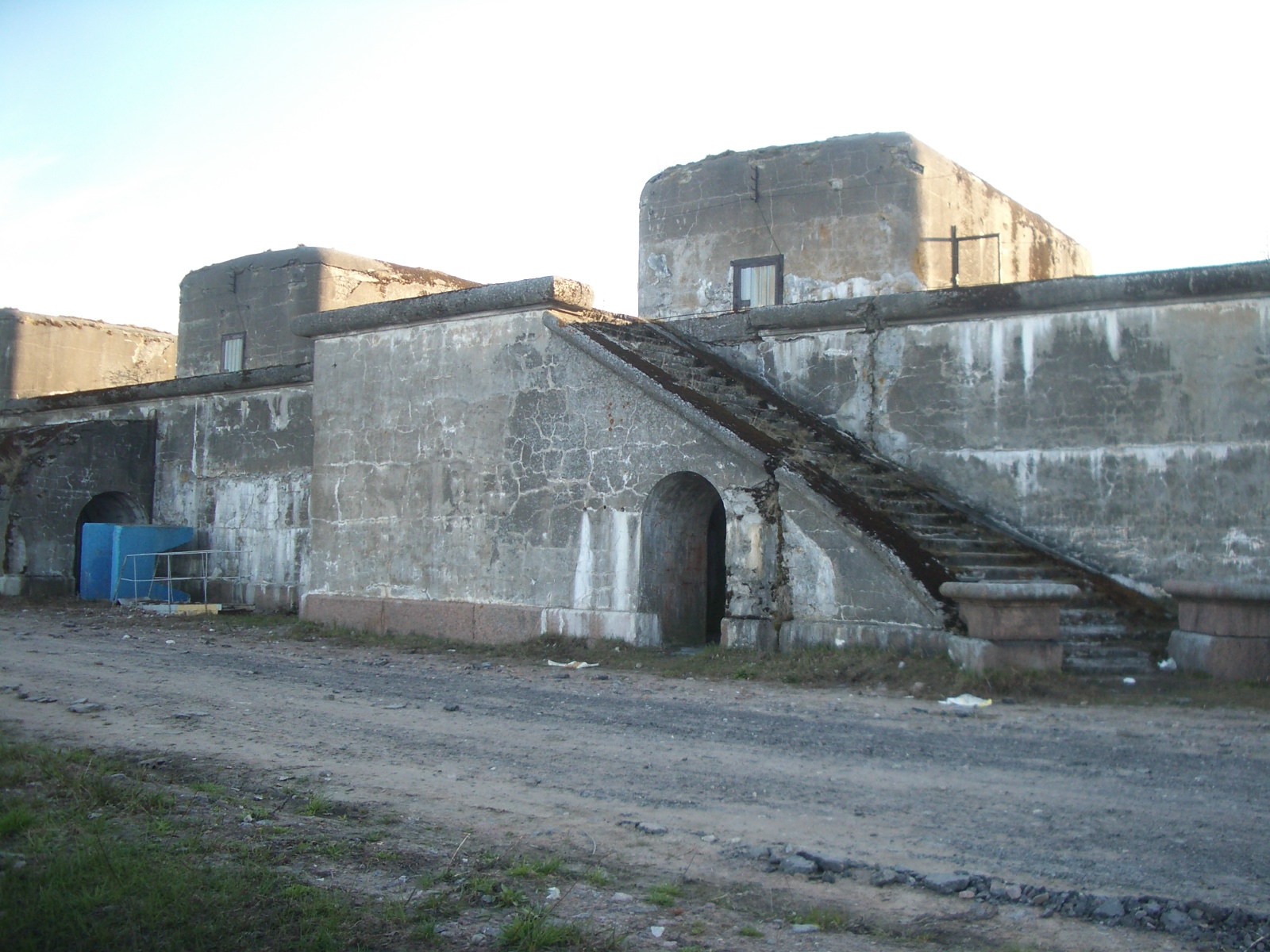
Практичное сочетание сквозника и лестницы на второй уровень
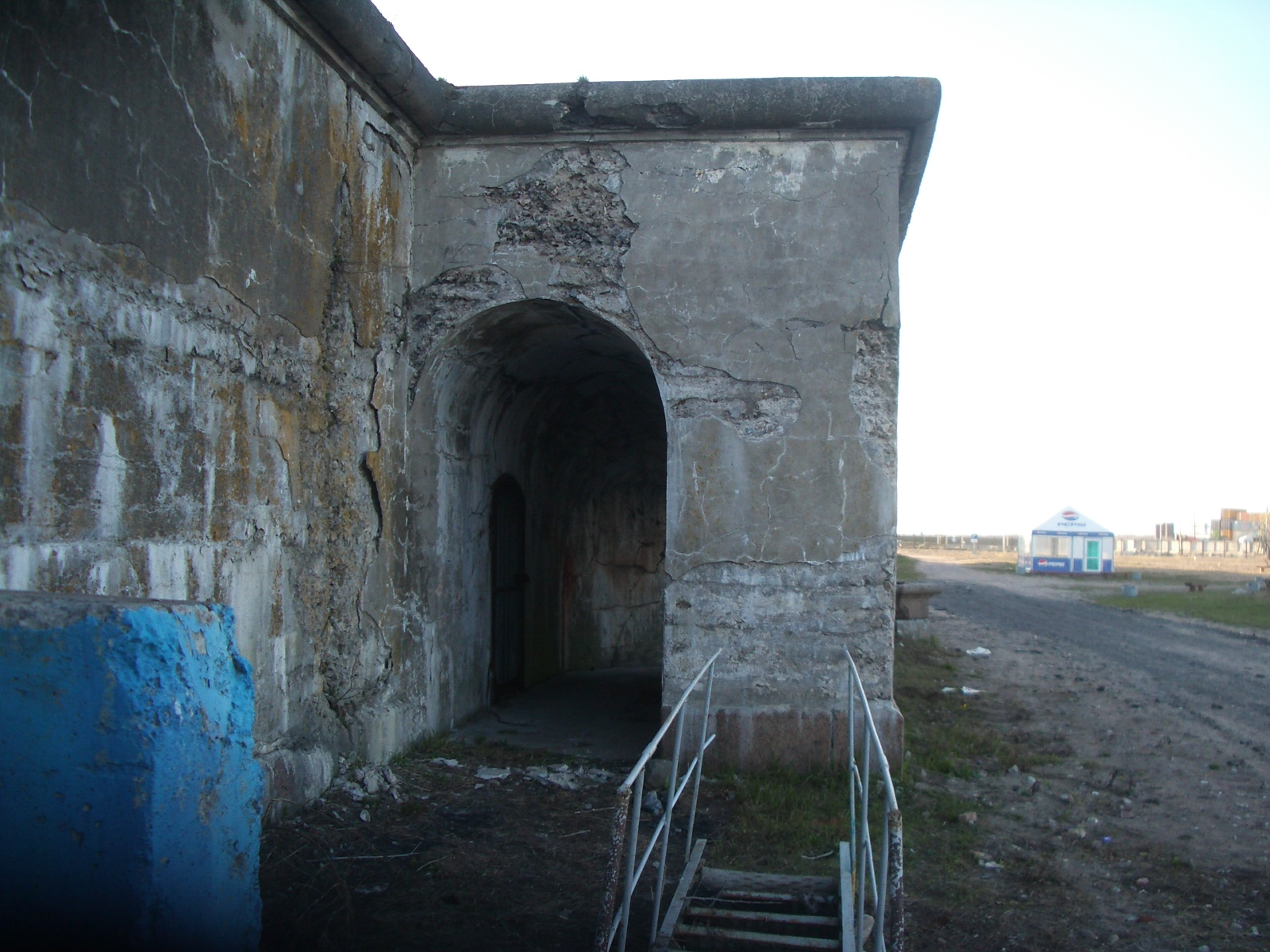
Большой выход высотой ~3 м
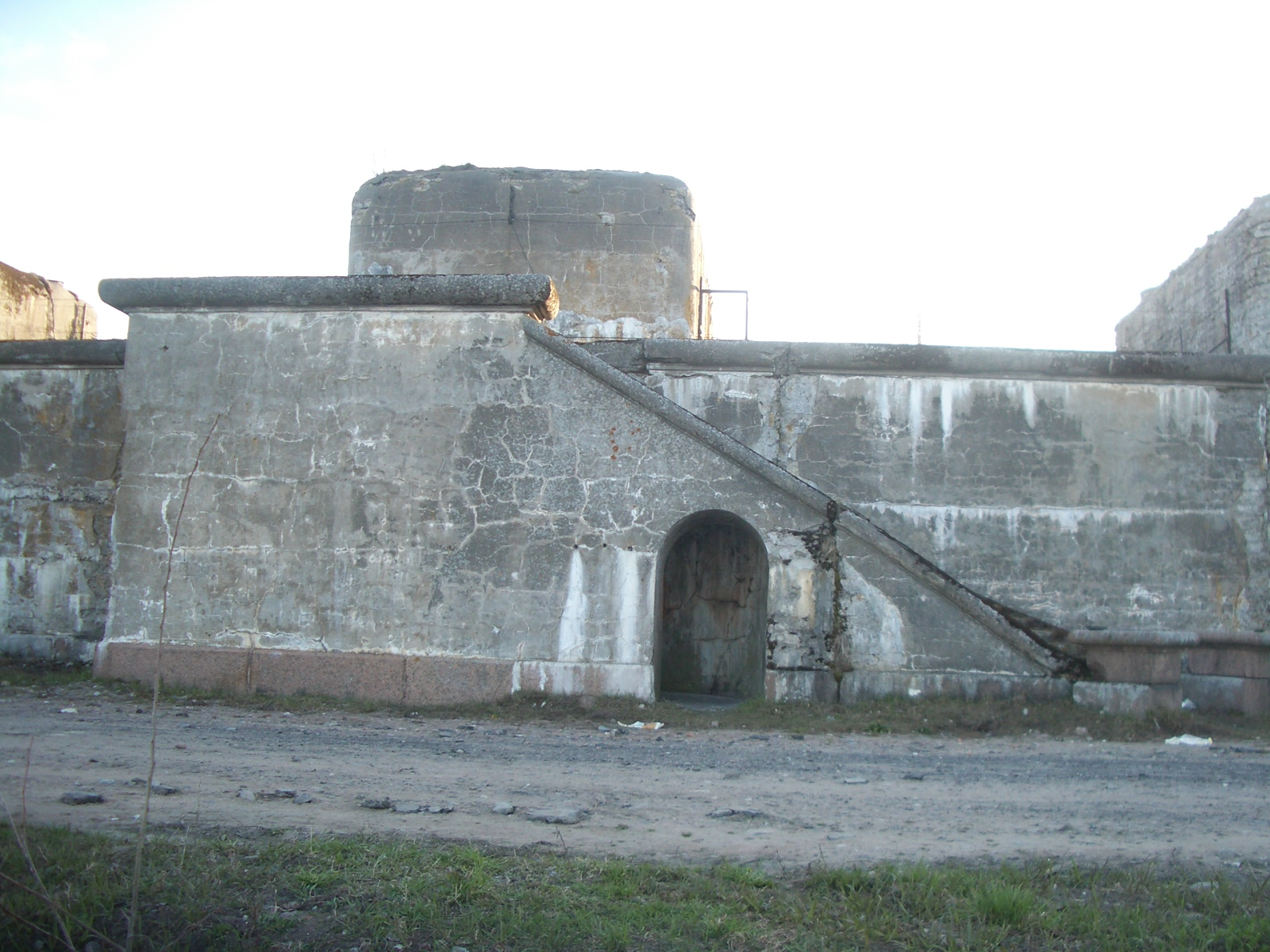
Второй выход примерно в 2 раза меньше
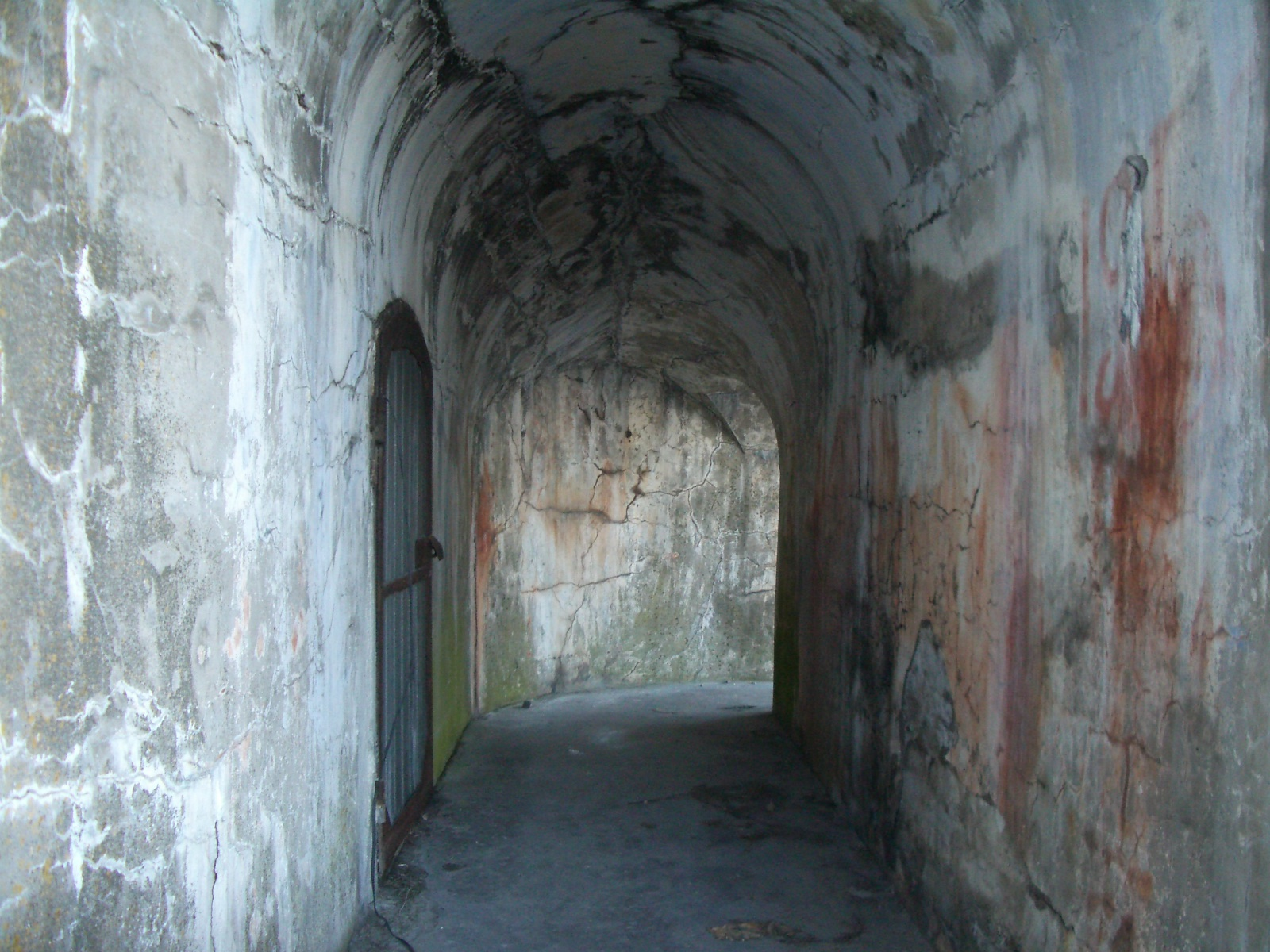
Г-образная галерея сквозника под лестницей
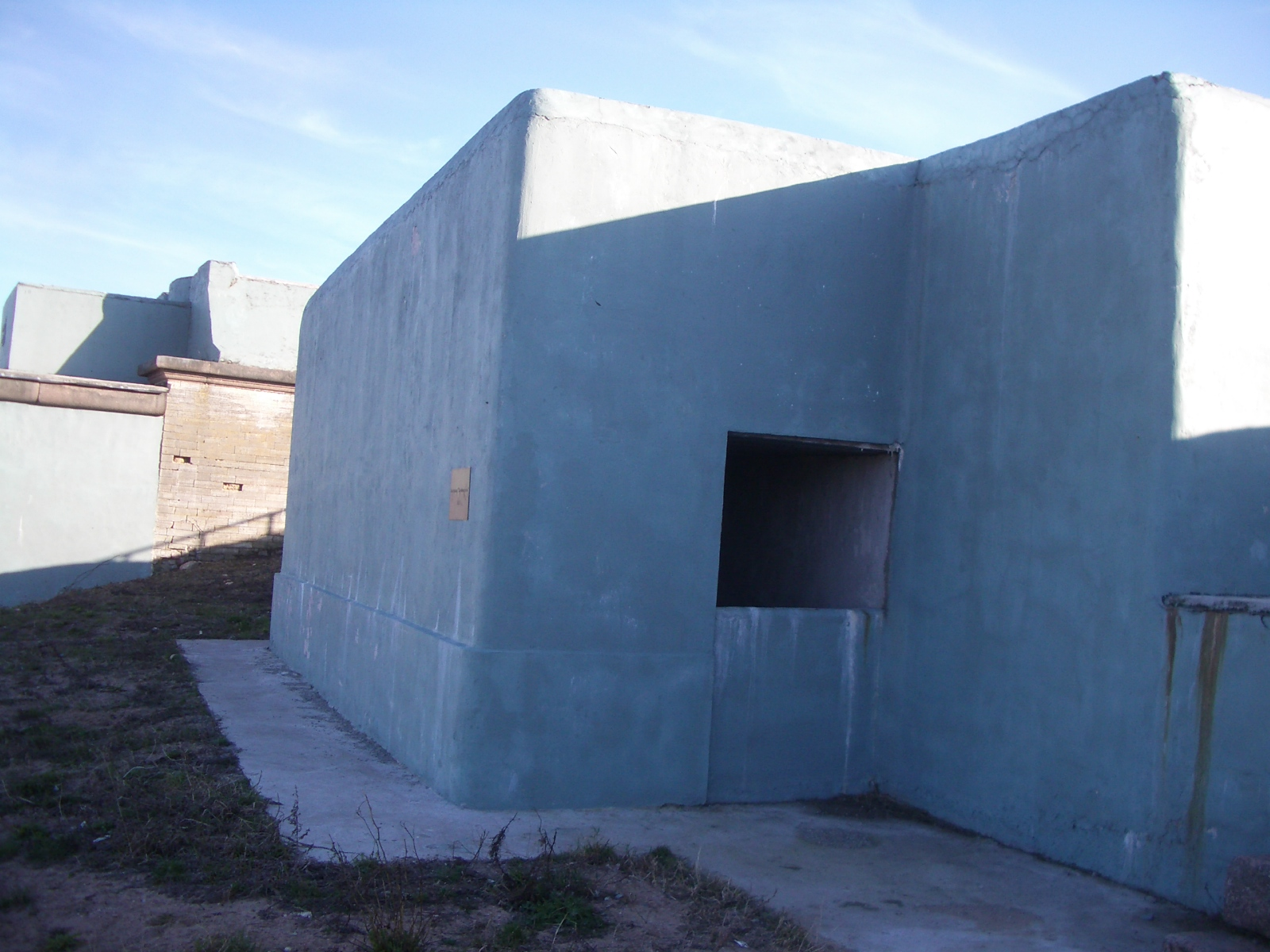
Сквозник с плоским потолком на балках

- Запасной командный пункт Ленинградского фронта (Парк Лесотехнической академии)

Долговременное железобетонное убежище (ориентировочно на бомбу 500 кг).
Внутри четыре помещения, запасной выход , наружные стены и потолок свыше 2 м толщиной
Почти засыпанный прямой сквозник длиной 5,5 м, толщина перекрытия 2,3 м, стены 0,8 м
Галерея сквозника шириной 1 м, второй выход заложен кирпичом
Потолок сквозника: противооткольная одежда из двутавровых балок и листов железа

- ДОТ начала 1940-х годов (Кладбище Памяти жертв 9-го января)

ДОТ, рассчитанный на снаряд 152 мм: вид сбоку, амбразура справа, сквозник слева
Железобетонный прямой сквозник длиной 3,5 м
Толщина перекрытия 1,1 м, стены 1,15 м
Галерея сквозника высотой ~2 м и шириной 0,8 м, броневая дверь
Противооткол: двутавры высотой 20 см на расстоянии 15 см друг от друга и железные листы между ними